# Метова, Мерка
Ме́рка Ме́това, урождённая — Млынкец (н.-луж. Měrka Mětowa, 1959 год, Будишин, Лужица) — серболужицкая писательница. Пишет на верхнелужицком языке.

## Биография
Родилась в 1959 году в Будишине в семье серболужицких писателей Юрия Млынка и Марьи Млынковой. С 1966 года по 1976 год обучалась в Серболужицкой высшей политехнической школе в Будишине. С 1976 года по 1978 год работала библиотекарем. В 1978—1979 годах работала в Институте серболужицкого народонаселения (сегодня — Серболужицкий институт). С 1979 года по 1992 год работала в публичной библиотеке Будишина. С 1980 года по 1985 год обучалась на высших библиотекарских курсах в Лейпциге. С 1992 года работает в издательстве «Домовина».

## Сочинения
- Fijałkojty čas, Budyšin, LND,1996;
- Wulět do paradiza. Powědki,  Budyšin: LND, 1997;
- Wobraz ze skibami, Budyšin, LND, 2001;
- Njewšědne prózdniny. Powědančka za dźěći. Budyšin: RCW, 2002;
- Škleńčane dny. Powědki, Budyšin, LND, 2002;
- Widźu nana, widźu mać, Budyšin, LND, 2007;
- Skónčnje 14. Za Sofiju a Andreja, Budyšin, LND, 2008;
- Cyblowe suknički, Budyšin, LND, 2008;
- Komplot na ptačim kwasu, Budyšin, LND, 2014.